# スヴェン・ボトマン
スヴェン・ボトマン（Sven Botman、2000年1月12日 - ）は、オランダ・バトヒューフェドルプ出身のサッカー選手。ニューカッスル・ユナイテッドFC所属。オランダ代表。ポジションはディフェンダー。

## クラブ経歴
ボトマンは、地元のアマチュアクラブであるRKSVパンクラティウスでサッカーを初め、2009年に9歳でアヤックスの下部組織に加入した。2017-18シーズン、U-19チームに昇格し、1シーズン目にしてレギュラーに定着を果たした。2018年8月17日、エールステ・ディヴィジのローダJC戦にてヨング・アヤックスの選手としてデビューすると、11月30日のFCトゥウェンテ戦でプロ初ゴールを挙げた。
2019-20シーズンはSCヘーレンフェーンにレンタルされた。ヘーレンフェーンではイブラヒム・ドレシェヴィッチとCBのコンビを組み、新型コロナウイルスの影響によるリーグ打ち切りまでのリーグ戦26試合すべてでスタメンフル出場を果たした。
2020年7月31日、LOSCリールに5年契約で加入することが発表された。
2022年6月28日、ニューカッスル・ユナイテッドFCはボトマンと5年契約を締結したことを発表

## 個人成績
2023-24シーズン終了時点
| クラブ                       | シーズン     | リーグ戦               | リーグ戦 | リーグ戦 | 国内カップ | 国内カップ | リーグカップ | リーグカップ | 国際大会 | 国際大会 | その他 | その他 | 通算 | 通算 |
| クラブ                       | シーズン     | ディヴィジョン         | 試合     | 得点     | 試合       | 得点       | 試合         | 得点         | 試合     | 得点     | 試合   | 得点   | 試合 | 得点 |
| ---------------------------- | ------------ | ---------------------- | -------- | -------- | ---------- | ---------- | ------------ | ------------ | -------- | -------- | ------ | ------ | ---- | ---- |
| ヨング・アヤックス           | 2018-19      | エールステ・ディヴィジ | 28       | 2        | -          | -          | -            | -            | -        | -        | -      | -      | 28   | 2    |
| ヘーレンフェーン (loan)      | 2019-20      | エールディヴィジ       | 26       | 2        | 4          | 0          | -            | -            | -        | -        | -      | -      | 30   | 2    |
| リール                       | 2020-21      | リーグ・アン           | 37       | 0        | 2          | 0          | -            | -            | 8        | 0        | -      | -      | 47   | 0    |
| リール                       | 2021-22      | リーグ・アン           | 25       | 3        | 1          | 0          | -            | -            | 5        | 0        | 1      | 0      | 32   | 3    |
| リール                       | 通算         | 通算                   | 62       | 3        | 3          | 0          | -            | -            | 13       | 0        | 1      | 0      | 79   | 3    |
| ニューカッスル・ユナイテッド | 2022-23      | プレミアリーグ         | 36       | 0        | 1          | 0          | 7            | 0            | -        | -        | -      | -      | 44   | 0    |
| ニューカッスル・ユナイテッド | 2023-24      | プレミアリーグ         | 17       | 2        | 3          | 0          | 1            | 0            | 1        | 0        | -      | -      | 22   | 2    |
| ニューカッスル・ユナイテッド | 通算         | 通算                   | 53       | 2        | 4          | 0          | 8            | 0            | 1        | 0        | -      | -      | 66   | 2    |
| キャリア通算                 | キャリア通算 | キャリア通算           | 169      | 9        | 11         | 0          | 8            | 0            | 14       | 0        | 1      | 0      | 203  | 9    |

## タイトル
LOSCリール
- リーグ・アン 2020-21